# KV37
La tumba KV37 está situada en la necrópolis del Valle de los Reyes, en Egipto. Los fragmentos de hueso encontrados indican que la tumba fue utilizada para un entierro, pero están muy dañados y sus inquilinos originales son desconocidos. Se ha datado en el Imperio Nuevo, en tiempos de la Dinastía XVIII. 
La entrada está entre rocas, y tras una escalera se encuentra un corredor y una cámara. En su interior se han encontrado, además de restos humanos, recipientes esculturas y documentos. La cerámica demuestra que la tumba KV37 fue utilizada para un entierro y su plano y localización sugieren que fuera para la familia real. No está decorada y todavía no ha sido totalmente excavada. 
Debido a la diversidad de los objetos encontrados, Elizabeth Thomas aventuró que la tumba fue utilizada como almacén por los ladrones de tumbas. 